# Dämmerschlaf
Dämmerschlaf (in Italiano sonno del crepuscolo, in inglese twilight sleep ) è una parola tedesca che indica uno stato di amnesia caratterizzata da insensibilità al dolore senza perdita di coscienza, indotta da un'iniezione di morfina e scopolamina, usate in particolare per alleviare il dolore del parto. Questa combinazione induce uno stato semi-narcotico che produce l'esperienza del parto senza dolore, o senza la memoria del dolore.
Il termine è talvolta usato per riferirsi alle moderne sedazioni per via endovenosa.

## Storia
Sviluppato in Germania, ha sostituito il cloroformio nel trattamento per i dolori del parto durante il 1900. Sviluppato da Carl Gauss, che iniziò nel 1903 le ricerche sul trattamento, talvolta anche noto come "metodo di Friburgo".
Anche se introdotto nella comunità medica nel 1907, a partire dal 1915, il Canadian Medical Association Journal riferì che "il metodo [era] ancora in uno stato di sviluppo", notando le diverse soluzioni che molti medici adottavano al posto di morfina o di scopolamina.
Nel 1915, il New York Times pubblicò un articolo sul sonno dell'alba e sul lavoro di Hanna Rion, che aveva da poco scritto un libro intitolato The Truth About Twilight Sleep. In tale articolo, Rion riferì che 69 medici presi in considerazione affermavano che il Dämmerschlaf è senza pericoli per il bambino.

## Complicazioni
Inizialmente annunciato come l'alba di «una nuova era per la donna e attraverso di lei per tutto il genere umano", il metodo di Friburgo fu infine abbandonato a causa degli effetti collaterali negativi.
Alcune di queste complicanze furono di carattere emotivo, in particolare la madre rimuoveva l'esperienza del parto, rimanendo senza memoria del travaglio o della nascita del bambino. Inoltre, i farmaci mostrarono effetti depressivi sul sistema nervoso centrale del lattante.